# 柴田地球防衛隊〜地球を守るのは僕らだ〜
『柴田地球防衛隊〜地球を守るのは僕らだ〜』（しばたちきゅうぼうえいたい ちきゅうをまもるのはぼくらだ）は、2016年10月17日から2017年3月20日までAbemaTVのAbemaSpecial2で配信されていたバラエティ番組。

## 内容
アンタッチャブル・柴田英嗣率いる「柴田地球防衛隊」が、地球を侵略しにやってくる怪獣たちから人類を守る、という設定でさまざまなミッションに挑戦する体当たりバラエティ番組。
初期から中期までは怪獣をビリビリ怪獣、ゴムゴム怪獣など目に見えない脅威として表し、それぞれ電流実験、風船実験など科学実験バラエティの側面も持っていた。基本的にはシャトーアメーバから生配信を行うが、11月21日配信分ｖｓミズミズ怪獣戦のみダイビングプール施設からの生配信。12月26日分のみ収録配信。隊員は原則専用ユニフォームを纏う。
2017年1月23日配信分・第14話から怪獣殲滅を理由に路線変更。地球内に潜む「ヤバい案件」を処理する体験バラエティーとなり、最終回では地獄の特訓＆最終襲撃として歴代の体当たり企画に再挑戦。さらに再びビリビリ怪獣（デンキナマズ）と対戦した。
各回終了間際に視聴者投票により最優秀隊員、のちにダメ隊員も含め決定。最優秀隊員は3回獲得で功労金として5万円進呈。逆に今週のダメ隊員に選ばれると、鬼教官から活を入れられる罰ゲーム（すねバット）が行われていた。

## 出演者

### 柴田地球防衛隊
- 柴田英嗣 - 防衛隊隊長。隊員カラーはピンク（ジャケットは赤）[8]。
- 尾形貴弘[9] - 隊員カラーは青。恋人「あいちゃん」の存在をいじられ[10]、結婚報告も当番組で行った[11]。
- いけだてつや - 隊員カラーは黄色。
- 山地まり - 隊員カラーは緑。

### 準レギュラー・ゲスト
- 麻生亜実
- 小山夏希
- 千葉えりか
- 鬼教官（ボディハッカー・岡澤望）[12] - 罰ゲーム執行役も兼ねる。
- 真琴 - 尾形隊員の天敵。2度目の登場では「尾形の昔の女」として登場。
- 防衛隊専属エステティシャン（加藤あやの）

## スタッフ
- ディレクター - 岩本浩一
- 実験監修 - 北沢善一
- 制作協力 - レスポ、BABYISH HEART
- 製作著作 - AbemaTV